# 费恩伯格医学院
西北大学费恩伯格医学院   （英语：Northwestern University Feinberg School of Medicine，又译西北大学范伯格医学院），坐落于美国伊利诺伊州芝加哥市中心靠近华丽一英里的Streeterville街区，是西北大学下属的的12个学院之一。该医学院提供全日制的医学士（MD）学位、数个与其他学院合办的双学位项目、研究生（PhD）项目、以及医学继续教育项目。
费恩伯格医学院将培养未来一代的医师和科学家定为目标。该院在《美国新闻和世界报道》（US News and World Report）2021年发布的美国最佳医学院（科研）排名中位列第15位。
在科研与教学之外，它同时亦致力于提供医疗和社区服务。该学院下辖西北大学主要教学医院西北纪念医院（Northwestern Memorial Hospital）、芝加哥卢里儿童医院（Ann & Robert H. Lurie Children's Hospital of Chicago）以及Shirley Ryan AbilityLab （原名芝加哥康复医院，英语：Rehabilitation Institute of Chicago）。费恩伯格医学院的教职员工每年为数万名患者提供医疗服务。该医学院及其附属医院共同组成的西北医疗集团（Northwestern Medicine）是一个资产达50亿美元规模的大型学术医疗机构。 有约4000名教员在该医学院工作。